# Decembrie 1993
Acest articol este generat integral pe baza informațiilor din articolul 1993 și este actualizat periodic de un robot.
 Editările făcute în articol vor fi șterse la următoarea actualizare! Dacă doriți să faceți modificări, editați articolul-sursă.

ianuarie -
februarie -
martie -
aprilie -
mai -
iunie -
iulie -
august -
septembrie -
octombrie -
noiembrie -
decembrie
Decembrie 1993 a fost a douăsprezecea lună a anului și a început într-o zi de miercuri.

## Evenimente
- 1 decembrie: Puterea sărbătorește Ziua Națională la Alba Iulia, iar opoziția la București.
- 3 decembrie: A început să emită, la București, „Radio Romantic".
- 9 decembrie: Tiraspol: Sentința așa-numitului „tribunal al poporului transnistrean" în procesul grupului de patrioți, „grupul Ilașcu". Ilie Ilașcu este condamnat la moarte, iar ceilalți membri la închisoare între 2 și 15 ani. După opt ani de detenție și izolare, în mai 2001, Ilie Ilașcu va fi eliberat din închisoare.
- 30 decembrie: Israelul și Vaticanul stabilesc relații diplomatice.

## Nașteri
- 1 decembrie: Ionuț Alexandru Budișteanu, programator și inventator român, ambasador al turismului românesc
- 1 decembrie: Andrei Pătrănoiu, fotbalist român (atacant)
- 5 decembrie: Ross Barkley, fotbalist englez
- 5 decembrie: Luciano Dario Vietto, fotbalist argentinian (atacant)
- 8 decembrie: AnnaSophia Robb, actriță americană
- 10 decembrie: Philipp Schobesberger, fotbalist austriac
- 13 decembrie: Jurian Beat Crisis, cântăreață japoneză
- 13 decembrie: Andreea Stefanescu, sportivă italiană (gimnastică ritmică), de etnie română
- 13 decembrie: Danielle Collins, jucătoare de tenis americană
- 15 decembrie: Alina Eremia, cântăreață și actriță română
- 18 decembrie: Ana Porgras, gimnastă română
- 20 decembrie: Iana Egorian, scrimeră rusă
- 22 decembrie: Meghan Trainor, cantăreață, compozitoare și producătoare muzicală americană
- 23 decembrie: Eden, cântăreț, producător și compozitor irlandez de muzică elctronică
- 24 decembrie: Andrei-Cristian Manyur, fotbalist român (portar)
- 24 decembrie: Yuya Kubo, fotbalist japonez
- 25 decembrie: Stole Dimitrievski, fotbalist macedonean (portar)
- 27 decembrie: Naser Aliji, fotbalist albanez
- 29 decembrie: Constantin Bogdan, fotbalist din Republica Moldova

## Decese
Ray Gillen (Raymond Arthur Gillen), 34 ani, cântăreț american (Black Sabbath), (n. 1959)
Pablo Escobar, traficant de droguri columbian (n. 1949)
Ion Monoran, poet român (n. 1953)
Frank Zappa (n. Frank Vincent Zappa), 52 ani, chitarist și compozitor american (n. 1940)
Don Ameche (Dominic Felix Ameche), 85 ani, actor american (n. 1908)
Rita Macedo (María de la Concepción Macedo Guzmán), 68 ani, actriță mexicană (n. 1925)
Wolfgang Paul, 80 ani, fizician german, laureat al Premiului Nobel (1989), (n. 1913)
Mária Egry, 79 ani, actriță maghiară (n. 1914)
Elvira Popescu (Elvira Popesco), 99 ani, actriță franceză de origine română (n. 1894)
Alexandru Drăghici, 80 ani, comunist român (n. 1913)
Myrna Loy, actriță americană (n. 1905)
Ovidiu Constantinescu, scriitor român (n. 1914)
Kakuei Tanaka, 75 ani, politician japonez, prim-ministru (1972-1974), (n. 1918)
Mirza Ibrahimov, 82 ani, scriitor azer (n. 1911)
Gheorghe Cozorici, 60 ani, actor român de film și teatru (n. 1933)
Florin Scărlătescu, actor român (n. 1929)
Manole Auneanu, 58 ani, scriitor român (n. 1935)
Mihail Lidov, 67 ani, astronom sovietic specializat în mecanica cerească (n. 1926)
Zviad Gamsakhurdia, politician georgian (n. 1939)